# 大石桥水库
大石桥水库是中国河南省信阳市商城县境内的一座水库，位于万家河上，建于1973年。水库正常库容为839万立方米，集雨面积为7平方千米，海拔为122.3米。